# Herbert Reeh
Herbert Reeh (* 27. Dezember 1948 in Neuenbrunslar, heute Felsberg) ist ein ehemaliger hessischer Politiker (Die Grünen) und Abgeordneter des Hessischen Landtags.
Herbert Reeh war Lehrer in Homberg (Efze) und ab 1979 Rektor als Ausbildungsleiter. Bei der Landtagswahl in Hessen 1987 wurde er für eine Wahlperiode in den Hessischen Landtag gewählt, dem er vom 5. April 1987 bis zum 4. April 1991 angehörte.